# 민다오
민다오(베트남어: Minh Đạo / 明道 명도 / 1042년 10월 ~ 1044년 11월)는 베트남 리 왕조(李朝) 태종(太宗) 리펏마(李佛瑪)의 네번째 연호이다.

## 개원
- 깐푸흐우다오(乾符有道) 4년 10월 1일[1](1042년 11월 16일)에 연호를 민다오(明道)로 개원함.[2][3][4]

- 민다오(明道) 3년(1044년) 11월에 연호를 티엔깜타인부(天感聖武)로 개원함.[2][3][5]

## 연대 대조표
| 민다오     | 원년       | 2년        | 3년        |
| 서기(西紀) | 1042년     | 1043년     | 1044년     |
| 간지(干支) | 임오(壬午) | 계미(癸未) | 갑신(甲申) |

## 동시대 연호

### 중국
북송(北宋)
- 경력(慶曆) (1041년 ~ 1048년)

요(遼)
- 중희(重熙) (1032년 ~ 1055년)

대리국(大理國)
- 성명(聖明) (1042년)
- 천명(天明) (1043년 ~ 1044년)

서하(西夏)
- 천수예법연조(天授禮法延祚) (1038년 ~ 1048년)

### 일본
- 조큐(長久) (1040년 ~ 1044년)